# نرسس ملیک-تانگیان
نِرسِس ملیک-تانگیان (ارمنی: Գերշ. Տէր Ներսես Արք.)، که در خلال جنگ‌های جنگ جهانی اول و دوم به مدت چهل سال سمت خلیفه‌گری ارامنه آذربایجان (۱۹۴۸–۱۹۱۲) را به عهده داشتند.

## زندگی‌نامه
وی با زادنام نیکوغایوس ملیک-تانگیان (ارمنی: Նիկողայոս Մելիք-Թանգյան؛ انگلیسی: Nikoghayos Melik-Tangian) در سال ۱۸۶۶م (۱۲۴۵خ) در روستای برناکوت در نزدیکی سیسیان در استان زانگه‌زور ارمنستان به دنیا آمد. تحصیلات ابتدایی را در زادگاهش گذرانده و سپس وارد مدرسهٔ عالی مذهبی گورگیان (اسقف‌نشین اچمیادزین) شد.
وی در سال ۱۸۸۶م (۱۲۶۵خ) در مدرسهٔ زادگاهش و سپس در سال ۱۸۸۸م (۱۲۶۷خ) در مدرسه ارامنه شوشی (قره‌باغ) و در سال ۱۸۹۴م (۱۲۷۳خ) در مدرسهٔ «مؤسس ی بشردوستی ارامنه» شهر باکو به تدریس پرداخت. در سال ۱۸۹۶م (۱۲۷۵خ) پس از بسته شدن مدارس ارامنه توسط حکومت تزاری روسیه وی به شهر سن پترزبورگ رفته و از دانشگاه حقوق این شهر فارغ‌التحصیل می‌گردد.
پس از بازگشت از پترزبورگ به درجه اسقف اعظمی منصوب گشته و از سال ۱۹۱۲م (۱۲۹۱خ) تا سال ۱۹۴۸م (۱۳۲۷خ) رهبری دینی ارامنهٔ استان کل آذربایجان ایران را برعهده گرفت.
در مدت ۳۷ سالی که اسقف ملیک-تانگیان رهبر دینی خلیفه‌گری آذربایجان بود، حیات اجتماعی، آموزشی، فرهنگی و سازندگی ارامنه آذربایجان ایران به رشد و شکوفایی رسید. این دوره مقارن با بسته شدن مدارس ارامنه به دستور رضاشاه و شرایط دشوار اجتماعی بود. اما اسقف ملیک-تانگیان با درایت و جلب اعتماد جامعهٔ ارامنه و ساکنین غیرارمنی این منطقه، تا پایان عمر به فعالیت‌های دینی خود وفادار ماند.
اسقف ملیک-تانگیان در سال ۱۹۴۸م (۱۳۲۷خ) در تبریز درگذشت و در آرامستان ارامنه تبریز به خاک سپرده شد.
در سال ۱۳۲۷، جانی باغداساریان، سیمیک کنستانتین و همکارانش فیلم مراسم تشیع پیکر نرسس ملیک-تانگیان اسقف‌اعظم ارمنی‌های تبریز را ساختند.

## آثار
ملیک-تانگیان مؤلف کتاب‌های «دستور زبان ارمنی-آشخارهابار» و «حقوق کلیسایی» است. او همچنین به مدت ۳۶ سال عضو هیئت امنای مدرسهٔ مرکزی ارامنهٔ تبریز بوده است.